# Aeroportul Internațional Jacinto Lara
Aeroportul Internațional Jacinto Lara (IATA: BRM, ICAO: SVBM) este un aeroport din Barquisimeto, Lara, Venezuela ce deservește zona Barquisimeto. A fost deschis în 1969.
Situat la o altitudine de 622 m, aeroportul dispune de o singură pistă.